# Фатюшин, Александр Константинович
Алекса́ндр Константи́нович Фатю́шин (29 марта 1951, Рязань — 6 апреля 2003, Москва) — советский и российский актёр театра, кино и дубляжа; заслуженный артист РСФСР (1984), лауреат Государственной премии СССР (1984).

## Биография
Родился 29 марта 1951 года в Рязани в семье водителя и фабричной работницы. Жил в коммунальной квартире по адресу: Первомайский проспект, дом 24 корпус 1 (дом построен до 1917 года и принадлежал купцам Селивановым, ныне находится в аварийном состоянии, но не расселен).  Учился в школе №1 (ныне - Школа №1 имени В.П. Екимецкой г. Рязани), во время учебы посещал драмкружок. После окончания школы неудачно поступал в театральные вузы. Год отработал таксидермистом. Со второй попытки поступил в ГИТИС на актёрский факультет на курс к А. А. Гончарову. Окончил институт в 1973 году. Служил в Театре имени Маяковского (1973—2003). Был задействован в спектаклях «Молва», «Жизнь Клима Самгина», «Бег», «Наполеон».
Первая роль в кино — в ленте «Осень» (1974) А. С. Смирнова. Чуть ранее снялся в телефильме А. А. Коренева «Три дня в Москве».
В 1976 году сыграл главную роль в фильме «Весенний призыв», за которую был удостоен премии на X Всесоюзном кинофестивале (1977) в Риге.
Снялся более чем в 40 фильмах, в основном во второстепенных ролях. В числе наиболее известных картин — «Москва слезам не верит», «Россия молодая», «Одиночное плавание», «Кодекс молчания», «34-й скорый», «Служебный роман». В «Служебном романе» первоначально играл второстепенную роль мужа секретарши Верочки, но из-за травмы глаза не смог продолжить работу. В итоге эпизоды с его участием были вырезаны, но осталось лишь несколько кадров, в которых герой Фатюшина появляется в качестве сотрудника статистического учреждения. Был утверждён на главную роль прораба Машкова в фильме «Кин-дза-дза!», однако его не отпустило на съёмки руководство театра.
В 1970-х — начале 1980-х жил на Краснобогатырской улице, 27, с начала 1980-х — на 2-й Останкинской, 8; затем — по адресу улица Чичерина, дом 10, корп. 1.

#### Увлечения
Увлекался футболом, в детстве играл в юношеской команде «Алмаз» (Рязань), входил в состав футбольной сборной актёров Москвы. Болел за московский «Спартак», был дружен со многими футболистами: О. И. Романцевым, Г. А. Ярцевым, Р. Ф. Дасаевым, у которого  был свидетелем на свадьбе.

#### Личная жизнь
В 1986 году женился на актрисе Елене Мольченко, с которой познакомился во время работы в театре.

#### Смерть
Скончался на 53-м году жизни 6 апреля 2003 года в своей московской квартире от остановки сердца на фоне воспаления лёгких. Похоронен 9 апреля на Аллее памяти выдающихся спортсменов и тренеров на Востряковском кладбище в Москве (участок № 131).

## Фильмография
| Год  |   | Название                                                     | Роль                                    |
| ---- | - | ------------------------------------------------------------ | --------------------------------------- |
| 1974 | ф | Три дня в Москве                                             | командированный в гостинице             |
| 1974 | ф | Осень                                                        | Эдуард                                  |
| 1976 | ф | Весенний призыв                                              | сержант Карпенко                        |
| 1977 | ф | Красные дипкурьеры                                           | человек в автомобиле с портсигаром      |
| 1977 | ф | Служебный роман                                              | сотрудник статистического учреждения    |
| 1978 | ф | Гарантирую жизнь                                             | Митя Радкевич                           |
| 1978 | ф | Женщина издалека                                             | танкист                                 |
| 1978 | ф | Лекарство против страха                                      | капитан милиции Тихонов                 |
| 1979 | ф | Москва слезам не верит                                       | Сергей Гурин                            |
| 1979 | ф | Прогулка, достойная мужчин                                   | Гусев                                   |
| 1979 | ф | Ты помнишь?                                                  | Виктор Румянцев                         |
| 1980 | ф | Быстрее собственной тени                                     | Феодосий Никитич, тренер Королёва       |
| 1980 | ф | Дамы приглашают кавалеров                                    | Виктор                                  |
| 1980 | ф | Ожидание                                                     | Игорь                                   |
| 1981 | ф | Они были актёрами                                            | Николай Андреевич Барышев               |
| 1982 | ф | Россия молодая                                               | Афанасий Крыков                         |
| 1982 | ф | 34-й скорый                                                  | Александр Муханов                       |
| 1982 | ф | Вот вернулся этот парень...                                  | Володя                                  |
| 1982 | ф | Разбег                                                       | Алатырцев                               |
| 1983 | ф | Человек на полустанке                                        | Фёдор Таранин                           |
| 1984 | ф | Похищение                                                    | папа                                    |
| 1984 | ф | Счастливая, Женька!                                          | водитель «скорой помощи» Валерий        |
| 1984 | ф | Дорога к себе                                                | Саня                                    |
| 1984 | ф | Приходи свободным                                            | С. М. Киров                             |
| 1984 | ф | Закон зимовки                                                | Павел Иванович Казаков, инженер         |
| 1985 | ф | Одиночное плавание                                           | гвардии прапорщик Александр Круглов     |
| 1985 | ф | Вот моя деревня                                              | Пётр Дылдин                             |
| 1985 | ф | Танцы на крыше                                               | Борис Плетнёв                           |
| 1985 | ф | Парашютисты                                                  | врач                                    |
| 1986 | ф | Дорогой Эдисон!                                              | Разуваев                                |
| 1986 | ф | Потерпевшие претензий не имеют                               | Александр Степанов                      |
| 1986 | ф | Переход на летнее время                                      | Вячеслав Александрович Оборимов         |
| 1987 | ф | Два берега                                                   | Степан                                  |
| 1989 | ф | Торможение в небесах                                         | Железов, второй пилот                   |
| 1989 | ф | Женщины, которым повезло                                     | Иван Шевардин                           |
| 1989 | ф | Стук в дверь                                                 | капитан Ткач                            |
| 1990 | ф | Кодекс молчания                                              | Валентин Силов                          |
| 1990 | ф | Каир-2 вызывает Альфу                                        | Томас Кондон                            |
| 1990 | ф | Живая мишень                                                 | Горюнов, майор госбезопасности          |
| 1991 | ф | Дело Сухово-Кобылина                                         | Александр Дюма                          |
| 1991 | ф | Заряженные смертью                                           | Сергей Красовский, моряк                |
| 1991 | ф | Волкодав                                                     | Вова                                    |
| 1991 | ф | По Таганке ходят танки                                       | главврач, профессор                     |
| 1991 | ф | Кровь за кровь                                               | майор милиции Андрей Сергеевич Таганцев |
| 1992 | ф | Билет в красный театр, или Смерть гробокопателя              | Масленников                             |
| 1992 | ф | Кодекс молчания - 2                                          | Валентин Силов                          |
| 1992 | ф | На тёмной стороне луны (телеверсия фильма «Кодекс молчания») | Валентин Силов                          |
| 1993 | ф | Русский роман                                                | Лукин                                   |
| 1994 | ф | Подлинный художник, истинный артист, настоящий убийца        | снимался                                |
| 1994 | ф | Петербургские тайны                                          | Егор Дмитриевич Бероев                  |
| 1995 | ф | Роковые яйца                                                 | механик                                 |
| 1999 | ф | Любить по-русски 3: Губернатор                               | Павленок                                |
| 1999 | ф | Транзит для дьявола                                          | Веня Снегирёв                           |
| 1999 | ф | С новым счастьем!                                            | Анатолий                                |
| 2000 | ф | Новый год в ноябре                                           | Николай Васин                           |
| 2001 | ф | Механическая сюита                                           | майор милиции Лебедев                   |
| 2001 | ф | Привет, малыш!                                               | Степаныч                                |
| 2002 | ф | Моя граница                                                  | майор Пантелеев                         |
| 2002 | ф | Русские амазонки                                             | врач                                    |
| 2002 | ф | Кодекс чести                                                 | Игорь Сергеевич Буров, банкир           |
| 2003 | ф | А поутру они проснулись                                      | закройщик                               |

## Награды и премии
- Заслуженный артист РСФСР (1984)
- Государственная премия СССР (1984) — за исполнение ролей Владимира Лютова и Шилова в спектаклях «Жизнь Клима Самгина» (инсценировка по мотивам одноимённого романа-эпопеи Максима Горького) и «Молва» (по пьесе Афанасия Салынского).

## Память
- На стене школы № 1 в Рязани, где Александр Фатюшин учился, висит памятная доска с его именем[источник не указан 1249 дней].

Творчеству и памяти актёра посвящены документальные фильмы и телепередачи:
- «Роковая роль Александра Фатюшина» («Первый канал», 2011)[9]
- «Александр Фатюшин. „Последний день“» («Звезда», 2018)[10]
- «Юрий Васильев и Александр Фатюшин. „Актёрские судьбы“» («ТВ Центр», 2019)[11]
- «Александр Фатюшин. „Вы Гурин?“» («ТВ Центр», 2020)[12]
- «Александр Фатюшин. „Раскрывая тайны звёзд“» («Москва 24», 2021)[13].